# Maximilian Klas
Maximilian Klas (* 1990 in Leipzig) ist ein deutscher Schauspieler.

## Leben
Von 1997 bis 2008 war er Mitglied des GewandhausKinderchores Leipzig, wo er unter anderem in Hauptrollen bei Singspiel- und Musicalaufführungen mitwirkte, aber auch als Knabensolist unter den Dirigenten Herbert Blomstedt und John Mauceri sang.
Bekannt als Schauspieler wurde Klas durch seine Rolle als Benni Maybach bei SOKO Leipzig. 2002 drehte er den Kinofilm Das Fliegende Klassenzimmer.
Von 2010 bis 2014 studierte er Schauspiel an der Hochschule für Film und Fernsehen „Konrad Wolf“ in Potsdam-Babelsberg. Seit 2012 ist Maximilian Klas als Gastschauspieler am  Hans Otto Theater Potsdam tätig. 2013 drehte er den 180-Grad-Kino-Film Der Imagonaut in der Hauptrolle, welcher im Rahmen der Berlinale Talents 2014 Premiere hatte, und in den USA den TV-Mehrteiler The World Wars (drei Nominierungen für den Emmy Award 2014), in dem er den jungen Adolf Hitler spielte. 2015 übernahm Maximilian Klas eine durchgehende Rolle in der ARD-Polit-Serie Die Stadt und die Macht unter der Regie von Friedemann Fromm.
Maximilian Klas lebt in München.

## Filmografie
- seit 2001: SOKO Leipzig (als Benni Maybach)
- 2002: Klinikum Berlin Mitte – Leben in Bereitschaft – Die Entführung (als Victor Kortner)
- 2002: Das fliegende Klassenzimmer (als Justus Bökh 12J.)
- 2011: Notruf Hafenkante – Schlangenbiss (als Lothar Huse)
- 2013: Der Imagonaut (Berlinale Talents 2014) (als Max Kraft)
- 2013: The World Wars (3 Nominierungen für den Emmy Award 2014) (als junger Hitler)
- 2014: Polizeiruf 110 – Abwärts (als Lars Gärtner)
- 2014: Ein Fall von Liebe – Das Geständnis (als Maik Rudolf)
- 2014: SOKO Wismar – Verlassen (als Jonas)
- 2015: Deutschland 83 (als NVA-Grenzsoldat)
- 2015: Coke, Champagne & Cigarettes (als Erik)
- 2015: Looping (als Paul)
- 2015: Die Stadt und die Macht (als Stephan)
- 2015: Notruf Hafenkante – Psycho (als Lukas Freitag)
- 2017, 2020: In aller Freundschaft – Geltungsdrang (als Stefan Meier) (Folge: Untiefen)
- 2017: Berlin Station – Everything’s gonna be alt-right (als Baristia)
- 2017: Das Luther-Tribunal – Zehn Tage im April (als Philipp von Hessen)
- 2018: SOKO Wismar – Der wie ein Wolf tanzt (als Prinz Paranimal)
- 2018: In aller Freundschaft – Die Krankenschwestern – Drei Freunde (als Tim Dornheim)
- 2018: SOKO Köln – Tod im Team
- 2019: SOKO Potsdam – Familienschande
- 2019: Brecht (als Manfred Wekwerth)
- 2019: Charité (als Peter Sauerbruch)
- 2019: Notruf Hafenkante – Neben der Spur (als Bruno Weinert)
- 2020: Bettys Diagnose – Gegen alle Widerstände (als Pauli Poll)
- 2020: Frühling – Liebe hinter geschlossenen Vorhängen
- 2021: Die unheimliche Leichtigkeit der Revolution
- 2022: SOKO Stuttgart - Letztes Kapitel
- 2022: In aller Freundschaft – Die jungen Ärzte – Traumpaar
- 2023: Inga Lindström: Hanna und das gute Leben
- 2024: Wer ohne Schuld ist (Fernsehfilm)
- 2025: Der Bergdoktor: Unverzeihlich

## Theater
- 2012–2013: Draußen vor der Tür, Hans Otto Theater Potsdam
- 2013–2014: Außer Kontrolle, Hans Otto Theater Potsdam
- 2013–2014: Der Widerspenstigen Zähmung, Hans Otto Theater Potsdam
- 2018–2019: Ronja Räubertochter, Hans Otto Theater Potsdam